# Мерна кашика
Мерна кашика је кашика која се користи за мерење количине састојка, течног или сувог, приликом кувања. Мерне кашике могу бити направљене од пластике, метала и других материјала. Доступне су у многим величинама, укључујући кашичицу и супену кашику.

## Разлике по земљама

### Свет
Метарске мере кашике су доступне у сетовима, обично између четири и шест. За разломке, често постоји линија унутра која означава „пола“ или „четвртину“, или може бити укључена посебна мера, нпр.1⁄2

### Сједињене Државе
У САД, мерне кашике често долазе у сетовима, обично између четири и шест. Ово обично укључује ¼, ½ и 1 кашичица и 1 супена кашика.  Запремина традиционалне америчке кашичице је 4,9 мл, а супене кашике је 14,8 мл, само нешто мање од стандардних метричких мерних кашика.

### Јапан
У Јапану се обично користе две кашике: велика кашика (大さじ Ōsaji)  и мала кашика (小さじ Kosaji or Shōsaji). Велика кашика је 15 милилитара, а мала кашика 5 милилитара. Понекад се може користити много мања кашика, обично кашика од 2,5 милилитара (½ мале кашике).

### Аустралија
Аустралијска дефиниција супене кашике као јединице запремине је већа од већине: